# Замок Нолтленд
Замок Нолтленд (англ. Noltland) находится на оркнейском острове Уэстрей в Шотландии.

## История замка
Замок Нолтленд был основан в 1420 году Томасом Туллохом (Thomas Tulloch), епископом Оркнэ, но не был завершён строительством. В 1461 году Нолтленд перешёл к Вильяму Туллоху, который в 1477 году также стал епископом Оркнэ. В начале XVI века замок осаждали отряды Синклера оф Варсеттера (Sinclair of Warsetter).
Замок был достроен в 1560 году Гилбертом Бальфуром, который сыграл важную роль в убийстве короля-консорта Генри Стюарта-Дарнли, супруга Марии Стюарт. Бальфур взял в жёны Маргарет Ботвелл, сестру Адама Ботвелла (Adam Bothwell), епископа Оркнэ, который наделил своего зятя островом Уэстрей, бывшим в то время епископской собственностью. После свержения и изгнания Марии Стюарт замок был захвачен её противником — Оркнейским ярлом (Earl of Orkney) Робертом Стюартом. Гилберт Бальфур эмигрировал в Швецию. В 1576 году он был казнён за измену шведскому королю.
В начале 1570-х Бальфуры вынудили Роберта Стюарта вернуть Нолтленд. Но уже в 1598 г. замок был захвачен Патриком Стюартом, сыном Роберта и новым ярлом Оркнэ.
В начале 1650 года в Оркнэ десантировалась перешедшая на роялистские позиции армия шотландских ковенантеров. Командовал ею маркиз Монтроз. Замок Нолтленд был им взят и во время штурма сожжён.
Замок расположен в деревне Пироволл над заливом Пироволл и отличается необычайно большой винтовой лестницей, уступающей по высоте только лестнице в замке Файви (англ. Fyvie Castle), а его трёхуровневые амбразуры не имеют аналогов в Шотландии, а возможно, и во всей Европе.